# Lauberhornrennen 1930
Die 1. Lauberhornrennen gleichzeitig die 1. Universitätsskiwettkämpfe Deutschland–Schweiz fanden am 1. und 2. Februar 1930 in Wengen (Bern) statt.
Am Rennen nahmen auch Frauen teil, sie wurden nicht separat gewertet.

## Medaillenspiegel

### Land
| Platz | Nation                 |   |   |   |    |
| ----- | ---------------------- | - | - | - | -- |
| 1     | Schweiz                | 2 | 2 | 0 | 4  |
| 2     | Vereinigtes Königreich | 2 | 1 | 1 | 4  |
| 3     | Deutsches Reich        | 1 | 0 | 0 | 1  |
| 4     | Österreich             | 0 | 0 | 2 | 2  |
| Total | Total                  | 5 | 3 | 3 | 11 |

### Sportler
| Platz | Nation                 | Sportler/in          |   |   |   |    |
| ----- | ---------------------- | -------------------- | - | - | - | -- |
| 1     | Vereinigtes Königreich | William Bracken      | 2 | 0 | 1 | 3  |
| 2     | Schweiz                | Ernst Gertsch        | 1 | 1 | 0 | 2  |
| 3     | Schweiz                | Christian Rubi       | 1 | 0 | 0 | 1  |
| 3     | Deutsches Reich        | Bernhard Holzrichter | 1 | 0 | 0 | 1  |
| 3     | Deutsches Reich        | Funcke               | 1 | 0 | 0 | 1  |
| 3     | Deutsches Reich        | Hasso von Wentzel    | 1 | 0 | 0 | 1  |
| 3     | Deutsches Reich        | Wolfgang Beutter     | 1 | 0 | 0 | 1  |
| 3     | Deutsches Reich        | Gustav Müller        | 1 | 0 | 0 | 1  |
| 9     | Vereinigtes Königreich | Chris EW Jackson     | 0 | 1 | 0 | 1  |
| 9     | Schweiz                | Georg Weber          | 0 | 1 | 0 | 1  |
| 9     | Schweiz                | Walter Kümmerly      | 0 | 1 | 0 | 1  |
| 9     | Schweiz                | Viktor Streiff       | 0 | 1 | 0 | 1  |
| 9     | Schweiz                | Hans Gyr             | 0 | 1 | 0 | 1  |
| 9     | Schweiz                | Georg Meidinger      | 0 | 1 | 0 | 1  |
| 15    | Österreich             | Harald Reinl         | 0 | 0 | 2 | 2  |
| Total | Total                  | Total                | 9 | 7 | 3 | 19 |

## Ergebnisse

### Abfahrt
| Platz | Nation                 | Club                          | Sportler             | Zeit (min) | Punkte  |
| ----- | ---------------------- | ----------------------------- | -------------------- | ---------- | ------- |
| 01    | Schweiz                | SC Wengen                     | Christian Rubi       | 4:30,4     | 100     |
| 02    | Vereinigtes Königreich | DHO Wengen                    | Chris EW Jackson     | 4:33,0     | 099,097 |
| 03    | Vereinigtes Königreich | Kandahar Mürren               | William Bracken      | 4:42,8     | 095,614 |
| 04    | Vereinigtes Königreich | DHO Wengen                    | Tom R. Fox           | 4:43,4     | 095,412 |
| 05    | Österreich             | SC Innsbruck                  | Gustav Lantschner    | 4:49,2     | 093,492 |
| 06    | Deutsches Reich        | ASC München                   | Bernhard Holzrichter | 4:50,0     | 093,241 |
| 07    | Schweiz                | SC Wengen                     | Ernst Gertsch        | 4:54,4     | 091,847 |
| 08    | Schweiz                | SC Davos                      | Josef Brunold        | 4:55,4     | 091,537 |
| 09    | Österreich             | SC Innsbruck                  | Harald Reinl         | 4:56,4     | 091,228 |
| 10    | Schweiz                | SAS Zürich                    | Georg Weber          | 5:00,6     | 089,953 |
| 11    | Schweiz                | SC Grindelwald                | Fritz Steuri         | 5:01,6     | 089,655 |
| 12    | Deutsches Reich        | ASC München                   | Hasso von Wentzel    | 5:09,6     | 087,338 |
| 13    | Österreich             | SC Innsbruck                  | Wilhelm Faude        | 5:11,0     | 086,945 |
| 14    | Vereinigtes Königreich | DHO Wengen                    | SB. Cliffe           | 5:15,6     | 085,678 |
| 15    | Schweiz                | SC Davos                      | Peter Ettinger       | 5:23,4     | 083,611 |
| 16    | Deutsches Reich        | ASC München                   | Otto Fencke          | 5:25,4     | 083,097 |
| 17    | Schweiz                | SC Grindelwald                | Hermann Steuri       | 5:35,2     | 080,668 |
| 17    | Deutsches Reich        | ASC Tübingen                  | Rolf Beutter         | 5:35,2     | 080,668 |
| 19    | Schweiz                | SC Grindelwald                | Friedrich Steuri     | 5:36,8     | 080,285 |
| 20    | Schweiz                | SC Wengen                     | Hans Schlunegger     | 5:39,4     | 079,670 |
| 21    | Schweiz                | SAS Bern                      | Walter Kümmerly      | 5:51,6     | 076,905 |
| 22    | Deutsches Reich        | ASC Tübingen                  | Gustav Müller        | 6:17,2     | 071,686 |
| 23    | Schweiz                | SAS Zürich                    | Viktor Streiff       | 6:19,2     | 071,252 |
| 24    | Schweiz                | SAS Zürich                    | Hans Gyr             | 6:31,0     | 069,156 |
| 25    | ~Niemandsland          | SC Wetterhorn                 | A. Corf              |            |         |
| 26    | ~Niemandsland          | SC Wetterhorn                 | E. Luns              |            |         |
| 27    | ~Niemandsland          | SAS Basel                     | Meidinger            |            |         |
| 28    | Vereinigtes Königreich | SC Wetterhorn                 | Nell Carroll         |            |         |
| 29    | ~Niemandsland          | SAS Basel                     | Dr. Grossmann        |            |         |
| 30    | Schweiz                | SAS Basel                     | Heitz                |            |         |
| 31    | ~Niemandsland          | SC Scheidegg                  | Peacock              |            |         |
| 32    | Schweiz                | Schweizerischer Damen-Skiclub | G. Rudolf            |            |         |
| 33    | ~Niemandsland          | SAS Basel                     | Hörning              |            |         |
| 34    | Schweiz                | Schweizerischer Damen-Skiclub | Ella Maillairt       |            |         |
| 35    | Vereinigtes Königreich | SC Scheidegg                  | Haines               |            |         |
| 36    | Schweiz                | Schweizerischer Damen-Skiclub | Nelly von Allmen     |            |         |

Datum: Samstag, 1. Februar 1930
Strecke: Wengernalp nach Innerwengen
Schnee: Hard
Titelverteidiger: 1. Austragung

### Slalom
| Platz | Nation                 | Club            | Sportler             | Zeit (min) | Punkte  |
| ----- | ---------------------- | --------------- | -------------------- | ---------- | ------- |
| 01    | Schweiz                | SC Wengen       | Ernst Gertsch        | 1:20,4     | 100     |
| 01    | Vereinigtes Königreich | Kandahar Mürren | William Bracken      | 1:20,4     | 100     |
| 03    | Österreich             | SC Innsbruck    | Harald Reinl         | 1:20,6     | 099,751 |
| 04    | Österreich             | SC Innsbruck    | Gustav Lantschner    | 1:23,6     | 096,228 |
| 05    | Österreich             | SC Innsbruck    | Wilhelm Faude        | 1:23,6     | 096,172 |
| 06    | Vereinigtes Königreich | DHO Wengen      | Tom R. Fox           | 1:25,0     | 094,588 |
| 07    | Schweiz                | SC Wengen       | Christian Rubi       | 1:28,8     | 090,540 |
| 08    | Schweiz                | SAS Zürich      | Georg Weber          | 1:31,0     | 088,351 |
| 09    | Deutsches Reich        | ASC Tübingen    | Wolfgang Beutter     | 1:32,0     | 087,391 |
| 10    | Deutsches Reich        | ASC München     | Bernhard Holzrichter | 1:36,4     | 083,402 |
| 10    | Schweiz                | SAS Bern        | Walter Kümmerly      | 1:36,4     | 083,402 |
| 12    | Vereinigtes Königreich | DHO Wengen      | Chris W. Jackson     | 1:39,2     | 081,048 |
| 13    | Deutsches Reich        | ASC München     | Hasso von Wentzel    | 1:40,8     | 079,761 |
| 14    | Schweiz                | SC Wengen       | Hans Schlunegger     | 1:41,6     | 079,133 |
| 15    | Schweiz                | SAS Zürich      | Hans Gyr             | 1:42,6     | 078,362 |
| 16    | Deutsches Reich        | ASC München     | Otto Fencke          | 1:45,0     | 076,571 |
| 17    | Vereinigtes Königreich | SC Wetterhorn   | Nell Carroll         | 1:47,2     | 075,000 |
| 18    | Schweiz                | SC Grindelwald  | Fritz Steuri         | 1:47,6     | 074,721 |
| 19    | Schweiz                | SC Davos        | Josef Brunold        | 1:48,2     | 074,306 |
| 20    | Deutsches Reich        | ASC Tübingen    | Gustav Müller        | 1:52,0     | 071,785 |
| 21    | Schweiz                | SC Davos        | Peter Ettinger       | 1:52,6     | 071,403 |
| 22    | Schweiz                | SAS Zürich      | Viktor Streiff       | 1:54,4     | 070,279 |
| 23    | ~Niemandsland          | SC Scheidegg    | Peacock              | 2:01,2     | 066,336 |
| 24    | Schweiz                | SAS Basel       | Walter Heitz         | 2:11,0     | 061,347 |

Datum: Sonntag, 2. Februar 1930
Strecke: Südlicher Dorfrand von Wengen
Kurssetzer: Arnold Lunn
Titelverteidiger: 1. Austragung

### Kombination
| Platz | Nation                 | Club            | Sportler          | Abfahrt | Slalom  | Punkte |
| ----- | ---------------------- | --------------- | ----------------- | ------- | ------- | ------ |
| 01    | Vereinigtes Königreich | Kandahar Mürren | William Bracken   | 095,614 | 100     | 97,807 |
| 02    | Schweiz                | SC Wengen       | Ernst Gertsch     | 091,847 | 100     | 95,923 |
| 03    | Österreich             | SC Innsbruck    | Harald Reinl      | 091,228 | 099,751 | 95,489 |
| 04    | Schweiz                | SC Wengen       | Christian Rubi    | 100     | 090,540 | 95,270 |
| 05    | Vereinigtes Königreich | DHO Wengen      | Tom R. Fox        | 095,412 | 094,588 | 95,000 |
| 06    | Österreich             | SC Innsbruck    | Gustav Lantschner | 093,492 | 096,228 | 94,860 |

Titelverteidiger: 1. Austragung

## Interklub
| Platz | Nation          | Club            | Abfahrt | Slalom  | Punkte  |
| ----- | --------------- | --------------- | ------- | ------- | ------- |
| 01    | Schweiz         | SC Wengen       | 100     | 100     | 100     |
| 02    | Schweiz         | Kandahar Mürren | 095,614 | 100     | 097,807 |
| 03    | Schweiz         | DHO Wengen      | 099,097 | 094,588 | 096,842 |
| 04    | Österreich      | SC Innsbruck    | 093,492 | 099,751 | 096,621 |
| 05    | Schweiz         | SAS Zürich      | 089,953 | 088,351 | 089,152 |
| 06    | Deutsches Reich | ASC München     | 093,241 | 083,402 | 088,321 |
| 07    | Deutsches Reich | ASC Tübingen    | 080,668 | 087,391 | 084,029 |
| 08    | Schweiz         | SC Davos        | 091,537 | 074,306 | 082.921 |
| 09    | Schweiz         | SC Grindelwald  | 089,655 | 074,721 | 082,188 |
| 10    | Schweiz         | SAS Bern        | 076,905 | 083,402 | 080,153 |

Titelverteidiger: 1. Austragung
Durchschnitt des jeweils besten Abfahrers und Slalomfahrers eines Clubs wurden für die Rangirrung genommen.

## 1. Universitätsskiwettkämpfe Deutschland–Schweiz
| Platz | Nation          | Sportler                                                                          | Abfahrt | Slalom | Punkte   |
| ----- | --------------- | --------------------------------------------------------------------------------- | ------- | ------ | -------- |
| 01    | Deutsches Reich | Bernhard Holzrichter Otto Fencke Hasso von Wentzel Wolfgang Beutter Gustav Müller | 100     | 100    | 100      |
| 02    | Schweiz         | Georg Weber Walter Kümmerly Viktor Streiff Hans Gyr Georg Meidinger               | 086,9   | 094    | 090,4625 |

Titelverteidiger: 1. Austragung